# مركبة-سبوتنك 5
كارابل-سبوتنك 5 (الروسية: Корабль-Спутник 5) أو فوستوك 3 كيه إيه رقم 2، والمعروفة أيضًا باسم سبوتنك 10 في الغرب، كانت مركبة فضائية سوفيتية أُطلقت في عام 1961، كجزء من برنامج فوستوك. كانت هذه آخر رحلة تجريبية لتصميم مركبة الفضاء فوستوك قبل أول رحلة مأهولة، فوستوك 1. وقد حملت الدمية إيفان إيفانوفيتش، وكلبًا يُدعى زفيزدوتشكا ("النجمة الصغيرة")، وضفادع، وقرودًا، وفئرانًا، وجرذانًا، ونباتات، وكاميرات تلفزيونية، وأجهزة علمية.

## الخلفية
أُطلقت المركبة الفضائية من تصميم فوستوك 3 كيه أيه مرة واحدة فقط من قبل، وكان ذلك في 9 مارس 1961. أُطلق على هذه المهمة اسم كورابل-سبوتنيك 4، وكانت ناجحة تمامًا. قبل كارابل-سبوتنيك 4، أُطلقت المهمتان السابقتان في برنامج فوستوك في ديسمبر 1960، وانتهت كلتاهما بالفشل.
قبل أيام قليلة من إطلاق مركبة الفضاء "كورابل-سبوتنيك 5"، واجه فريق رواد الفضاء، الذي كان يتألف من 20 رجلًا، أول حالة وفاة. قُتِل رائد الفضاء فالنتين بوندارينكو في حريق أثناء تدريب في غرفة عزل غنية بالأكسجين. ليس من الواضح ما إذا كان رواد الفضاء الآخرون قد أُبلغوا بوفاته؛ ولم تعلم وسائل الإعلام بوفاة بوندارينكو - أو حتى بوجوده - إلا بعد سنوات عديدة، في عام 1986.

## المهمة

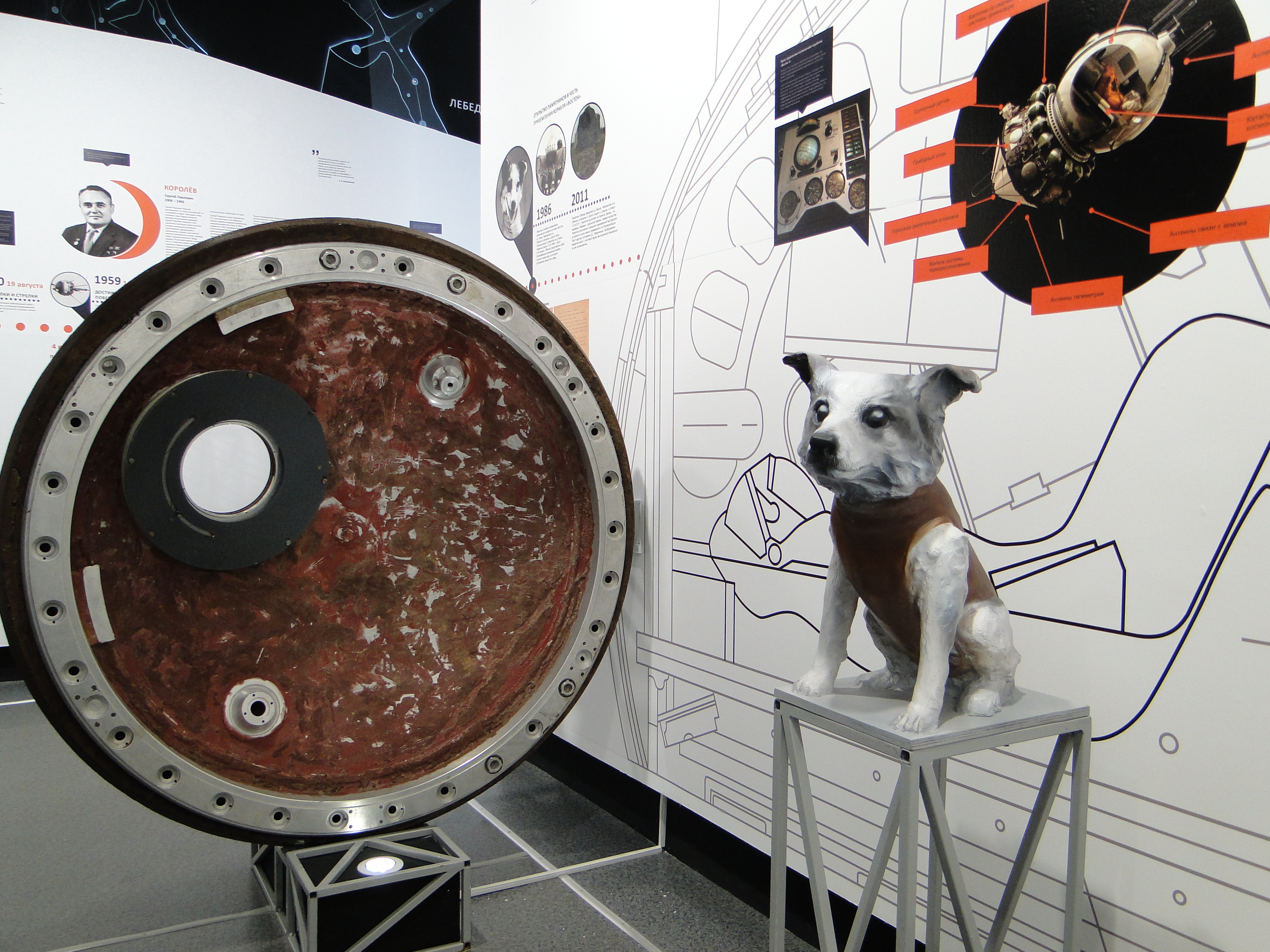
فتحة المركبة الفضائية في متحف تشايكوفسكي

أُطلقت المركبة-سبوتنك 5 في الساعة 05:54:00 بالتوقيت العالمي المنسق في 25 مارس 1961، على متن صاروخ حامل من طراز فوستوك-ك الذي انطلق من الموقع 1/5 في قاعدة بايكونور الفضائية. وُضعت المركبة بنجاح في مدار أرضي منخفض. كما هو مخطط له، أكملت المركبة الفضائية مدارًا واحدًا، ثم عادت إلى الغلاف الجوي فوق الاتحاد السوفيتي؛ وكان إجمالي وقت الرحلة تقريبًا نفس وقت البعثات الأخرى ذات المدار الواحد، أي حوالي 105 دقيقة. أثناء الهبوط، قُذفت الدمية من المركبة الفضائية في اختبار ناجح لمقعد القذف الخاص بها، وهبطت بشكل منفصل تحت مظلتها الخاصة، كما فعلت في المهمة السابقة، كورابل-سبوتنيك 4.  هبطت في حوالي الساعة 07:40 بالتوقيت العالمي المنسق، شمال شرق إيجيفسك، بالقرب من تشايكوفسكي، إقليم بيرم.

### اختبار/خدعة اتصالات رواد الفضاء
حمل العارض شريط تسجيل لاختبار أنظمة الاتصالات. وفي محاولة لتجنب اعتقاد مشغلي الراديو المستقلين خطأً أن الكبسولة كانت مأهولة، وخاصة لتجنب اعتقاد الأميركيين بأنها كانت مهمة استطلاعية مأهولة عبر الأقمار الصناعية، احتوت التسجيلات على إشارات مقصودة. وشملت هذه العروض جوقة موسيقية وصوت رجل يقرأ وصفة حساء الشمندر، وهو حساء من البنجر من أوروبا الشرقية، وكأن رائد الفضاء هو من يقوم بإعداده. لم يكن من الممكن تحضير الحساء في ظل انعدام الجاذبية، وظن السوفيت أن "حتى أكثر رجال الاستخبارات الغربية سذاجةً كان يعلم أنه لا يمكن وضع جوقة موسيقية على مركبة-سبوتنيك". ومع ذلك، فإن المستمعين غير الناطقين بالروسية الذين استمعوا إلى البث الإذاعي اعتقدوا في البداية، خطأً، أن هناك رائد فضاء على متن القمر. يتذكر أليكسي ليونوف في وقت لاحق: "بما أنه لم يُعلَن عن الرحلة من قبل وكالة الأنباء الحكومية لدينا، تاس، انتشرت الشائعات كالنار في الهشيم بأن رحلة فضائية مأهولة قد فشلت وجرى التغطية عليها". 

### استعادة الكبسولة
حدث الهبوط أثناء عاصفة ثلجية، مما تسبب في تأخير تحديد مكان الهبوط بالضبط. مرت حوالي 24 ساعة منذ هبوط المركبة عندما وصل فريق الإنقاذ إلى الموقع. ساعد القرويون المحليون الفريق في الوصول إلى منطقة الهبوط، بمساعدة مزلجة تجرها الخيول. لاحظ فريق الاستعادة أن المركبة الفضائية كانت لا تزال ساخنة عند لمسها، بعد 24 ساعة من هبوطها في طبقة من الثلج يبلغ ارتفاعها خمسة أقدام. كانت القرى المجاورة تشك في فرق الإنقاذ، معتقدة أن الدمية كانت في الواقع شخصًا ربما أصيب بجروح بالغة.

## إرث
كان نجاح مهمة مركبة-سبوتنك 5 هو الخطوة الأخيرة المطلوبة للحصول على الموافقة على إرسال مهمة مأهولة.
كانت تلك المهمة المأهولة، المعروفة باسم فوستوك 1، ستبدأ في حوالي 12 أبريل 1961، وعلى متنها أول مسافر بشري إلى الفضاء، يوري جاجارين. كانت المركبة الفضائية التي استخدمها جاجارين نموذجًا مطابقًا تقريبًا، وتسمى فوستوك 3 كيه أيه-3. كان الفارق الرئيسي بين المركبة الفضائية 3KA-2 و3KA-3 هو أن نسخة 3KA-2، مثل جميع مركبات فوستوك الفضائية غير المأهولة، كانت مجهزة بنظام تدمير ذاتي، في حالة عودتها إلى الغلاف الجوي فوق أراض أجنبية.

### مزاد 2011
بيعت وحدة إعادة الدخول للمركبة الفضائية فوستوك 3KA-2 في مزاد علني في دار سوذبيز في 12 أبريل 2011، وهو الذكرى الخمسين لرحلة جاجارين الفضائية، فوستوك 1. كان من المتوقع بيع المركبة الفضائية بمبلغ يتراوح بين 2 إلى 10 ملايين دولار أمريكي، لتباع في النهاية بمبلغ 2,882,500 دولار أمريكي.

### لقاح كوفيد-19 لعام 2020
في 11 أغسطس 2020، أعلنت الحكومة الروسية عن أول إصدار عالمي للقاح ضد كوفيد-19، مشيرة إلى اللقاح باسم "سبوتنيك في" أو سبوتنك 5 ( Gam-COVID-Vac ) ليعكس انتصارات روسيا السابقة في سباق الفضاء.

## قائمة المراجع
- Asif. A. Siddiqi (2000). Challenge to Apollo: The Soviet Union and the Space Race, 1945-1974. NASA. SP-2000-4408. Part 1 (page 1-500), Part 2 (page 501-1011).
- Colin Burgess, Rex Hall (2 يونيو 2010). The first Soviet cosmonaut team: their lives, legacy, and historical impact. Praxis. ص. 356. ISBN:978-0-387-84823-5.